# Laccophilus newtoni
Laccophilus newtoni är en skalbaggsart som beskrevs av Michel Brancucci 1983. Laccophilus newtoni ingår i släktet Laccophilus och familjen dykare.

## Underarter
Arten delas in i följande underarter:
- L. n. newtoni
- L. n. palawanensis